# Hydrelia flammulata
Hydrelia flammulata là một loài bướm đêm trong họ Geometridae.